# Aurora Tower
Aurora Tower es un rascacielos situado en Brisbane, Queensland, Australia. Con 207 metros de altura, es el segundo edificio más alto de Brisbane tras Soleil, que tiene 243 metros. Infinity superará a Aurora y la convertirá en el tercer edificio más alto de la ciudad cuando sea completada a finales de 2012 con 249 metros. Aurora tiene 69 plantas que comprenden cuatro plantas de 18 áticos, 54 skyhomes (apartamentos de lujo de dos plantas) y 408 apartmentos. Incluye una piscina climatizada, una zona de ocio y un cine para los residentes. Aurora Tower abrió al público el 5 de mayo de 2006.
Aurora fue diseñada para usar tecnología de reconocimiento de iris por seguridad; sin embargo, esta tecnología no se ha puesto en uso aún. Junto con el sistema de intercomunicación y los ascensores, ha tenido problemas en su funcionamiento. Otra crítica ha sido la falta de aparcamiento de coches.
La torre está cerca de importantes enlaces de transporte como la Estación central de trenes. La torre está también cerca de zonas comerciales como QueensPlaza, Queen Street Mall, Wintergarden y Elizabeth Street todas las cuales incluyen tiendas, restaurantes, bares, y discotecas.
Otros monumentos de Brisbane como el Story Bridge, Central Plaza 1 y el Ayuntamiento de Brisbane son visibles desde el interior de la torre.
Para garantizar la comodidad de los ocupantes en las últimas plantas del edificio los ingenieros estructurales realizaron pruebas en el túnel de viento. Se necesitaron otros diseños y medidas de construcción innovadores debido a la forma esbelta del edificio.
En enero de 2008, la entidad corporativa informó a los dueños de que los derechos de administración del edificio fueron adquiridos por Oaks Group. Al mismo tiempo, una solicitud de Oaks Group al Ayuntamiento de Brisbane para cambiar la clase del edificio a alojamiento de corta duración, planteó preocupaciones a los residentes de que las instalaciones del edificio podrían ser agobiadas por huéspedes de hotel.
En la parcela de Aurora Tower se propuso en 1992 la torre Brisbane 2000. La torre propuesta iba a tener 250 m (820 ft) de altura, lo que la habría hecho la torre más alta de Australia.